# Białobrzezie

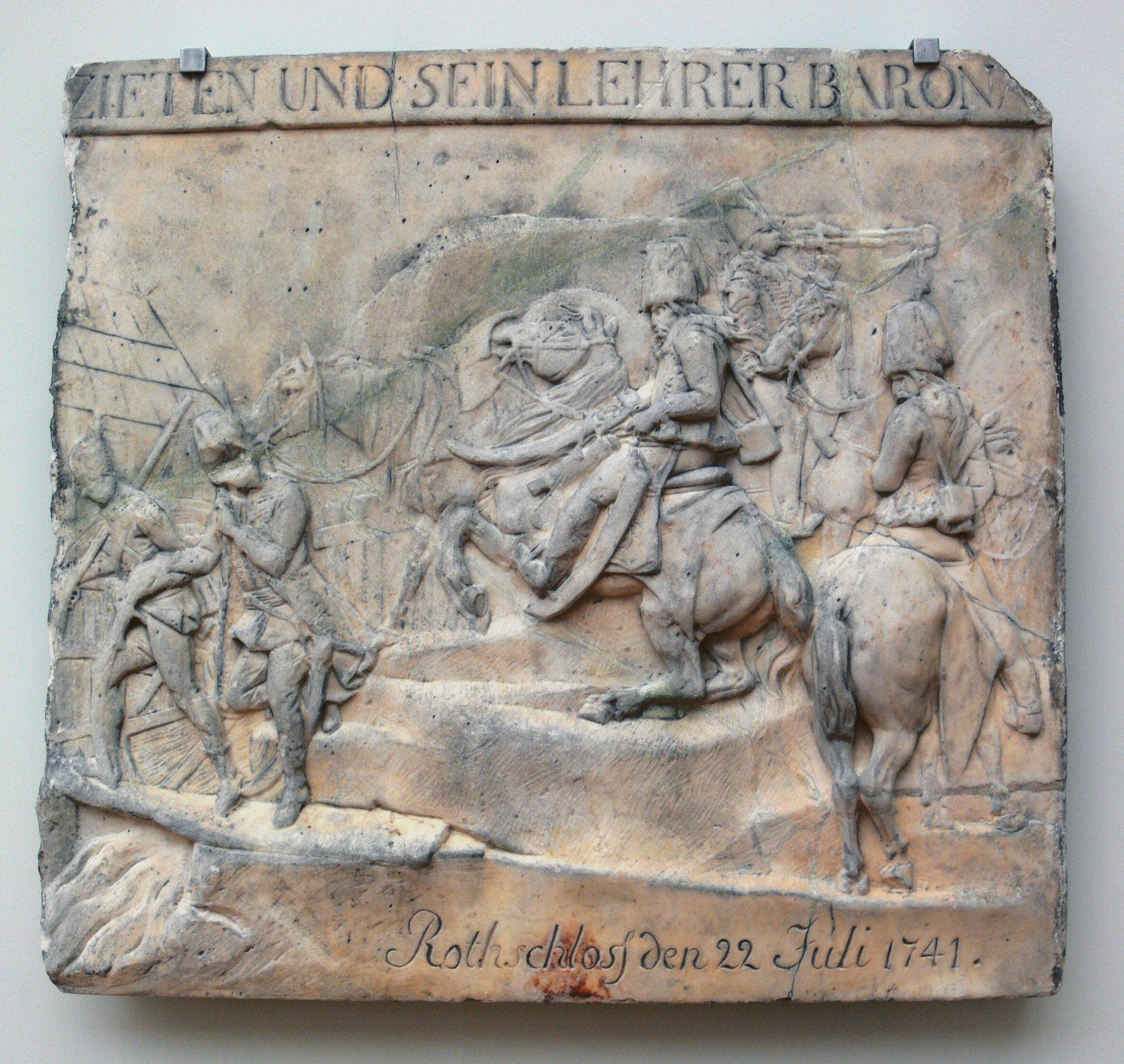
Szene aus dem Gefecht bei Rothschloß, Relief vom Sockel des Zieten-Denkmals in Berlin

Białobrzezie (deutsch Rothschloß; umgangssprachlich auch Teichschlössel, vorher Schlottnitz) ist ein Dorf in der Landgemeinde Kondratowice (Kurtwitz), im Powiat Strzeliński (Kreis Strehlen) der Woiwodschaft Niederschlesien in Polen.

## Lage
Białobrzezie liegt etwa vier Kilometer nordwestlich von Kondratowice (Kurtwitz), zwölf Kilometer östlich von Strzelin (Strehlen), und 38 Kilometer südlich von Breslau.
Nachbarorte sind Karczyn (Karzen) im Osten, Łagiewniki (Heidersdorf) im Westen, Pożarzyce (Poseritz) im Norden, Sienice (Senitz) und Kondratowice (Kurtwitz) im Süden.

## Geschichte
Die von Slawen gegründete Vorgängersiedlung des heutigen Białobrzezie hieß ursprünglich Schlottnitz und diente möglicherweise als Dienstsiedlung der Burg Nimptsch. Territorial gehörte Rothschloß zum piastischen Herzogtum Brieg, das seit 1329 ein Lehen der Krone Böhmen war. Die Ortschaft erlangte Ende des 15. Jahrhunderts an Bedeutung, als Herzog Friedrich I. 1481 den Sitz des herzoglichen Rentamtes von Nimptsch nach Schlottnitz verlegte. Das neu errichtete Schloss auf dem Teich beherbergte fortan das Domänenamt „Amt Teich“. Seit dem 17. Jahrhundert war der Ortsname Rothschloß gebräuchlich. Zum Rentamt Rothschloß gehörten zeitweise: 
- Brockut
- Grögersdorf
- Groß Jeseritz
- Groß Kniegnitz
- Karzen
- Poseritz
- Senitz
- Silbitz
- Striege
- Tiefensee

Nach dem Tod des Herzogs Georg Wilhelm I. 1675 fiel Rothschloß mit dem Herzogtum Brieg als erledigtes Lehen durch Heimfall an die Krone Böhmen zurück. Im Verlauf des Ersten Schlesischen Kriegs kam es am 17. Mai 1741 zwischen Rothschloß und Mollwitz zur Schlacht bei Mollwitz (auch Überfall auf Rothschloß), bei dem 600 vom preußischen Oberstleutnant Hans Joachim von Zieten kommandierte Husaren sich gegen 1400 Soldaten des Generals der Kaiserlichen Armee Johann Freiherr Baranyay von Bodorfalva (1685–1766) durchsetzten; eine Abteilung unter Oberst Hans Karl von Winterfeldt nahm einen kaiserlichen Verpflegungstransport weg. 
Nach Kriegsende 1742 fiel Rothschloß mit dem größten Teil Schlesiens an Preußen. Nachfolgend wurden die vormaligen Verwaltungsstrukturen aufgelöst und Rothschloß Teil des Kreises Nimptsch, mit dem es bis zu seiner Auflösung 1932 verbunden blieb. 1792 zählte Rothschloß eine katholische Kirche, ein Vorwerk, eine Schule, fünf Gärtner, drei Häuslerstellen und 147 Einwohner. Die großen Teiche wurden mit 1400 Schock besetzt. Rothschloß unterstand der Kriegs- und Domänenkammer Breslau, bis es im Zuge der Stein-Hardenbergischen Reformen 1815 dem Regierungsbezirk Reichenbach der Provinz Schlesien zugeordnet wurde. 
1845 bestand das Dorf aus 23 Häusern, einem herrschaftlichen Schloss, welches als Rot angestrichen und altertümlich mit vielen Giebeln bezeichnet wurde, ein Vorwerk, 210 Einwohnern (davon 56 katholisch und der Rest evangelisch), eine katholische Curatial-Pfarrkirche unter königlichem Patronat, ohne Widum, eingepfarrt: Rothschloß mit Skalitz, Naß Brockuth, Grögersdorf, Jeseritz, Groß- und Klein-Kraschau, Karzen, Groß-Kniegnitz, Kurtwitz, Mlietsch, Poseritz, Pudigau, Rudelsdorf, Senitz, Tiefensee, Trebnitz und Wättrisch, eine seit ca. 1707 gegründete katholische Schule der Kirchorte mit einem 1833 neu erbauten Schulhaus, eine Brau- und Brennerei, vier Handwerker, zwei Händler, eine Ziegelei. Evangelisch war Rothschloß zur Kirche in Karzen gepfarrt. Im Ort wurde eine ausgezeichnete Landwirtschaft betrieben, früher auch an den Teichen Fischerei, die jetzt als Äcker und Wiesen benutzt werden. Zur Gemeinde gehörten:
1. die Feldmühle, eine 1/4 Meilen südliche gelegene Wassermühle, die aus einem Haus mit acht Einwohnern bestand
2. das Vorwerk Skalitz.

1874 wurde der Amtsbezirk Rothschloß gebildet, zu dem die Landgemeinden Karzen, Kurtwitz, Naß Brockuth und Rothschloß sowie die Gutsbezirke Kurtwitz, Rothschloß und Teichvorwerk gehörten. Verwalter war zunächst der Amtsvorsteher in Rothschloß. Nach der Auflösung des Kreises Nimptsch 1932 kam der Amtsbezirk Rothschloß mit Karzen, Kurtwitz, Naß, Brockuth und Rothschloß an den Landkreis Strehlen, mit dem es bis 1945 verbunden blieb. Nach Ende des Zweiten Weltkriegs fiel Rothschloß mit dem größten Teil Schlesiens an Polen. Die Polen führten für Rothschloß die Ortsbezeichnung Białobrzezie ein. Die deutschen Einwohner wurden – sofern sie nicht vorher geflohen waren – Flucht und Vertreibung Deutscher aus Mittel- und Osteuropa 1945–1950 vertrieben. Die neu angesiedelten Bewohner stammten teilweise aus Ostpolen, das an die Sowjetunion gefallen war.

## Sehenswürdigkeiten
- Schloss Rothschloß, Vorgängerbau aus dem Ende des 15. Jahrhunderts, heutiger Bau vermutlich auf Initiative des Brieger Herzogs Georg II. in den Jahren 1553–1560 erbaut. Das Schloss wurde 1582 fertiggestellt, einer der Baumeister war Hans Bahr, ein Bruder des Jacob Bahr aus Brieg. 1886 erfolgte ein Umbau. 1889 als ein schlichtes zweigeschossiges von Nord nach Süd ausgerichtetes Gebäude beschrieben. Im Obergeschoss war auf der Südseite ein einfacher zweiachsiger Erker vorgeschoben, über dessen schlicht abgefassten Konsolen ein architravierter Balken lag. An der Ostseite war der herzogliche Adler, flacherhaben und von Kartuschen umrahmt, angebracht. Die Inschrift lautete: VERBVM. DOMINI. MANET. IM. AETERNVM. 1553 (Das Wort des Herrn bleibt in Ewigkeit). Das Schloss diente seit dem 18. Jahrhundert als Pächterhaus der königlichen Domäne. Ende des 18. Jahrhunderts war der Pächter der Amtsrat Christian Friedrich Coester (* 1733; † 1796) der 1786 von König Friedrich Wilhelm II. das schlesische Indigenat erhielt.[8] Von Mitte des 19. Jahrhunderts bis 1945 pachtete es die Familie von Rohde. Das Schloss wurde gegen Ende des Zweiten Weltkrieges leicht beschädigt. Nach 1945 wurden der Dachstuhl und die Decken zerstört. 1958 erfolgte der Abriss des Westflügels.[9] Derzeit befindet sich der verbliebene Hauptteil des Gebäudes in einem ruinösen Zustand und ist stark einsturzgefährdet.[10]